# Stidzaeras ockendeni
Stidzaeras ockendeni là một loài bướm đêm thuộc phân họ Arctiinae, họ Erebidae.